# Scarface (rapero)
Scarface (nacido como Brad Jordan el 9 de noviembre de 1970) es un rapero de South Acres, barrio de Houston, Texas, y antiguamente miembro del famoso grupo Geto Boys. Se considera entre los precursores del mafioso rap, y su popularidad en solitario ha llegado a sobrepasar la de su grupo Geto Boys.

## Biografía
Su apodo, según admite, viene de la película Scarface, pues según ha contado en entrevistas, se siente en muchos sentidos como el protagonista, Tony Montana. Inició su carrera en solitario en 1991, llegando a ser uno de los raperos más populares del sur del país y manteniendo aún los lazos con the Geto Boys. Empezó con el pseudónimo de Akshen con Rap-A-Lot Records, un sello de la ciudad de Houston. A finales de los '80, Scarface trabajó con su grupo, Geto Boys, con los que debutó con el álbum Making Trouble. Pero sin duda, el LP que más éxitos reportó al grupo fue We Can't Be Stopped, con el que añadieron un buen número de fanes, a pesar de sus violentas letras que lo mantuvieron lejos de la radio y de la MTV. Ese mismo año, en 1991, Scarface publicaría su debut en solitario con Mr. Scarface Is Back. El álbum triunfó, y la popularidad de Scarface pronto eclipsaría la del resto de miembros de Geto Boys. Scarface dejó el grupo y siguió sacando álbumes a pesar de que el número de ventas decrecía, hasta que en 2000 volvió a colmar grandes ventas y una buena crítica con el álbum Last of a Dying Breed. Fue nombrado, además, compositor del año por Source Awards. Después de este admirable trabajo sacó en 2002 The Fix, donde hizo colaboraciones con artistas como Jay-Z, Master P, G-Unit, Jadakiss, Faith Evans, Chamillionaire, Tupac, Nas, Ice Cube, Dr. Dre, Beanie Sigel, Young Jeezy, Too Short, Bun B, Raekwon y Gang Starr. Es peculiar su característica de exagerar la voz, que unida a su buena técnica a la hora de rapear, hacen de Scarface uno de los MC más respetados. Últimamente ha aparecido en el The Biggie Duets (junto con Big Gee y Akon) y en el remix de "Southside", tema de Lloyd que canta junto a Ashanti.En 2008 anunció que se retiraba y dejaba la presidencia de Def Jam South (puesto que sería otorgado a DJ Khaled) según una entrevista a HipHopDX.com. En 2014 participó en el álbum de Funkadelic "Shake the Gate", y participó en el álbum de Parliament Medicaid Fraud Dogg de 2018, en el tema I'm Gon Make U Sick O'Me, su sencillo promocional.

## Discografía
- 1991 - Mr. Scarface Is Back (Rap-A-Lot)
- 1993 - The World Is Yours (Rap-A-Lot/Priority)
- 1994 - The Diary (Rap-A-Lot/Noo Trybe)
- 1997 - The Untouchable (Rap-A-Lot/Virgin)
- 1998 - My Homies (Rap-A-Lot/Virgin)
- 2000 - The Last Of A Dying Breed (Rap-A-Lot/Virgin)
- 2002 - The Fix (Def Jam South)
- 2003 - Balls And My Word (Rap-A-Lot)
- 2006 - The Product-One Hunid (Koch)
- 2007 - My Homies Pt.2(Asylum/Rap-A-Lot)
- 2008 - Emeritus

## Videojuegos
- Def Jam Vendetta
- Def Jam: Fight for NY
- Def Jam Fight for Ny: The Takeover.

## Vida personal
Creció como cristiano, y se convirtió al islam en 2006.
Scarface afirma ser primo del cantante Johnny Nash. También colecciona guitarras eléctricas Gibson Les Paul.